# Saint-Martin-de-Beauville

Saint-Martin-de-Beauville este o comună în departamentul Lot-et-Garonne din sud-vestul Franței. În 2009 avea o populație de 170 de locuitori.

## Evoluția populației
| An        | 1975 | 1982 | 1990 | 1999 | 2006 | 2009 |
| --------- | ---- | ---- | ---- | ---- | ---- | ---- |
| Populație | 124  | 137  | 132  | 123  | 163  | 170  |